# 조반니 다 베라차노
조반니 다 베라차노(이탈리아어: Giovanni da Verrazzano, 1485년 ~ 1528년)는 이탈리아의 북아메리카 탐험가였다. 헨리 허드슨이 오늘날 뉴욕의 허드슨만에 도달하기 거의 85년 전에 베라차노는 이전에 거기로 항해하였다. 베라차노는 아시아의 통로를 찾아 신세계로 항해하였다. 그는 미국의 동해안의 대부분을 따라 항해하여 탐험하였다. 한번 북아메리카를 도달한 그는 자신이 몇달간 다수의 원주민들과 만난 해안을 따라갔다. 어떤 이 원주민들은 덜 친근할 것이었고, 최후적으로 베라차노를 위하여 암울한 운명으로 이끌었다.

## 어린 시절
베라차노의 초기 생애에 관하여 거의 알려지지 않았고, 그의 출생지의 정확한 위치는 확실하지 않다. 많은 역사가들은 그가 피렌체 공화국 (현재 이탈리아 토스카나주) 발디그레베에서 태어났다고 믿는다. 그는 피에로 안드레아 데 베르나르도 다 베라차노와 피암메타 카펠리의 아들이었다. 그는 피렌체에서 좋은 교육을 받았고, 그러고나서 1506년 경에 프랑스 디에프로 이주하였다. 여기서 그는 해상 복무에 가입하여 지중해에서 프랑스 상선들에 항해자로서 항해 경력을 시작하였다. 그는 지중해의 동부 끝에 있는 대지 레반트로 몇몇의 항해를 이루었다. 베라차노는 자신 소유의 항해를 지휘하는 데 필요했던 실력들을 얻을 것이었다. 이 시기 동안 프랑스와 스페인은 서로 끊임없이 전쟁에 있었다. 베라차노는 프랑스 국왕의 요청에 스페인의 함대에 대항하는 어떤 사적 혹은 불법 복제에 참여하였다.
1523년 베라차노는 신세계를 통하여 아시아로 통로를 발견하는 데 프랑수아 1세에 의하여 위임되었다. 프랑스 국왕은 태평양으로 직통 해로를 찾는 데 흥미를 가졌다. 이때까지 포르투갈인들은 중국으로 동부 해로들의 거의에 지배권을 가졌다. 스페인인들은 남아메리카와 카리브해를 탐험하고 개척하고 있었다. 베라차노는 북서항로의 방향에 의하여 태평양으로 더욱 직통의 해로를 찾을 수 있었다는 것을 국왕에게 제안하였다. 국왕은 이 해로를 찾는 데 플로리다에서 뉴펀들랜드로 올라가는 신세계의 동해안을 탐험하기를 원하였다. 베라차노는 리옹에서 프랑스 상인들과 이탈리아 은행가들의 단체에 의하여 자금을 얻었다. 돈과 국왕의 축복과 함께 베라차노는 1523년 후순에 디에프로부터 항해를 하였다. 그는 4개의 항선 - 라 도핀 (La Dauphine)호, 산타 마리아 (Santa Maria)호, 라 노르망드 (La Normande)호와 비토리아 (Vittoria) 호와 함께 시작하였다. 하지만 출발 직후, 그들은 폭풍에 잡혔다. 2개의 항선 산타 마리아 호와 비토리아 호는 폭풍에 잃고 말았다. 라 노르망드 호는 수리 불가능하게 손상되어 베라차노의 항해를 위하여 라 도핀 호만이 적합하였다.

## 항해들

### 주요 항해

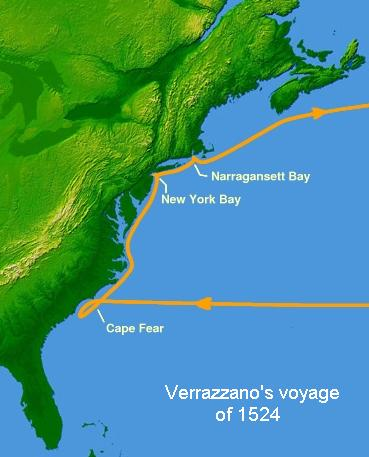
1524년 베라차노의 항해

한척의 항선, 50명의 남성들과 몇달간 공급물의 가치와 함께 베라차노는 계속 항해하는 데 준비가 되었다. 1524년 1월 17일 포르투갈의 해안에서 마데이라 제도로부터 떠난 베라차노와 그의 선원들은 공식적으로 신세계를 위하여 항해를 세웠다. 그는 그해 3월 오늘날 노스캐롤라이나주 케이프 피어 근처에 상륙하였다. 그는 자신과 자신의 선원들에게 식량을 제공한 아메리카 인디언들에 의하여 만나져 환영을 받았다. 그는 자신의 여행을 지속하기 전에 더욱 멀리 내륙을 탐험하여 지역의 무성한 초목과 경치를 기록하였다. 그는 거의 200 마일 동안 남부로 항해하여 플로리다 해안의 정상에 도달하였다. 하지만 그는 어울리는 항구를 찾지 않아 뒤로 돌려 케이프 피어로 향하여 북부로 돌아갔다. 원정은 아시아로 통로를 발견하는 해안선으로 지속되었다. 베라차노는 개빙 구역의 넓게 뻗은 대지의 좁은 땅을 만났을 때 흥분하였다. 그는 이 큰 물이 오늘날 태평양으로 알려진 남해였다는 것을 깨달았다. 하지만 그런 통로가 존재하지 않았다. 오늘날 우리가 아는 당시 베라차노가 몰랐던 것은 그가 팔미코 해협에 있었다는 것이었다. 이것은 아우터뱅크스 근처 노스캐롤라이나주 해안의 큰 초호이다.
베라차노는 계속 항해아여 북서항로를 위한 자신의 추구를 지속하였다. 1524년 4월 중순에 베라차노와 그의 선원들은 뉴욕만으로 들어오는 항해를 하는 데 처음으로 알려진 유럽인들이 되었다. 다시 한번 그들은 온화하게 아메리카 인디언들에 의하여 인사를 받아 좋은 대접을 받았다. 그는 뉴욕주에서 롱아일랜드 사운드를 따라 지속적으로 항해하였고, 그러고나서 오늘날 로드아일랜드주에서 블록 섬과 내러갠셋만으로 향하였다. 그는 뉴포트에 닻을 내려 로드아일랜드 지역을 탐험하는 데 15일을 보냈다. 베라차노와 그의 남성들은 지속적으로 메인주로 해안을 따라 항해하여 원주민들과 거의 다른 경험을 가졌다. 그는 자신이 지방 아메리카 인디언 종족들에 의하여 추방되었기 때문에 해안 지대를 탐험할 수 없었다. 베라차노와 그의 선원들은 그러고나서 해안을 항해하여 재공급하는 데 뉴펀들랜드에 멈추었다. 그들은 여기서 자신들의 여행을 끝내고 프랑스로 돌아갔다. 그들은 7월 8일 디에프에 도달하였다.

### 그 후의 항해들
베라차노는 신세계로 2개 더 항해들을 이루었다. 1527년 베라차노는 자신의 두번째 항해에 출발하였다. 이번에 그는 남아메리카로 원정에 함대들을 지휘하였다. 그의 목표의 일부는 태평양으로 대륙을 통하여 통로를 발견하는 것이었다. 그는 프랑스 옹플뢰르를 떠나 남아메리카로 향하여 대서양을 가로질렀다. 그는 아마존강의 일부들을 발견하여 탐험하였고, 그러고나서 남아메리카의 동해안을 따라 갔다. 그는 마젤란 해협에 들어갔으나 그것을 통하여 항해하는 데 실패하였다. 본질적으로 그의 여행은 비성공적이었다. 그는 결국적으로 프랑스로 돌아와 자신과 함께 브라질로부터 유리한 염료 목재를 가져왔다.

## 이후의 세월과 사망
베라차노는 1528년 자신의 최종 항해에 출발하였다. 그의 동생 지롤라모가 이 여행에 베라차노에게 가입하였다. 원정은 아시아로 해로의 발견에 다시 한번 2척 혹은 3척의 항선들과 함께 디에프를 떠났다. 그들은 플로리다, 바하마와 카리브해의 섬들의 작은 집단 소앤틸리스 제도로 항해하였다. 그는 카리브해의 섬 과들루프에 상륙하여 카리브족들로 불린 식인종 원주민들을 만났다. 여기서 베라차노와 몇몇의 그의 선원들은 자신들이 카리브족 원주민들에 의하여 사로 잡히고, 살해당하고 먹혔을 때 불행한 종말을 만났다. 일반적으로 이 암울한 만남이 어떻게 베라차노가 살해되었던 것으로 믿어진 동안 어떤 역사가들은 다르게 생각한다. 조반니 다 베라차노가 "장 플로랑틴" (프랑스어: Jean Florentine)으로 불린 프랑스의 해적이었다고 생각하는 어떤이들이 있다. 그들은 그가 해적으로서 스페인인들에 의하여 사로 잡혀 재판을 받고 사형을 당했다는 것을 믿는다. 그러나 이것은 확증되지 않았다.

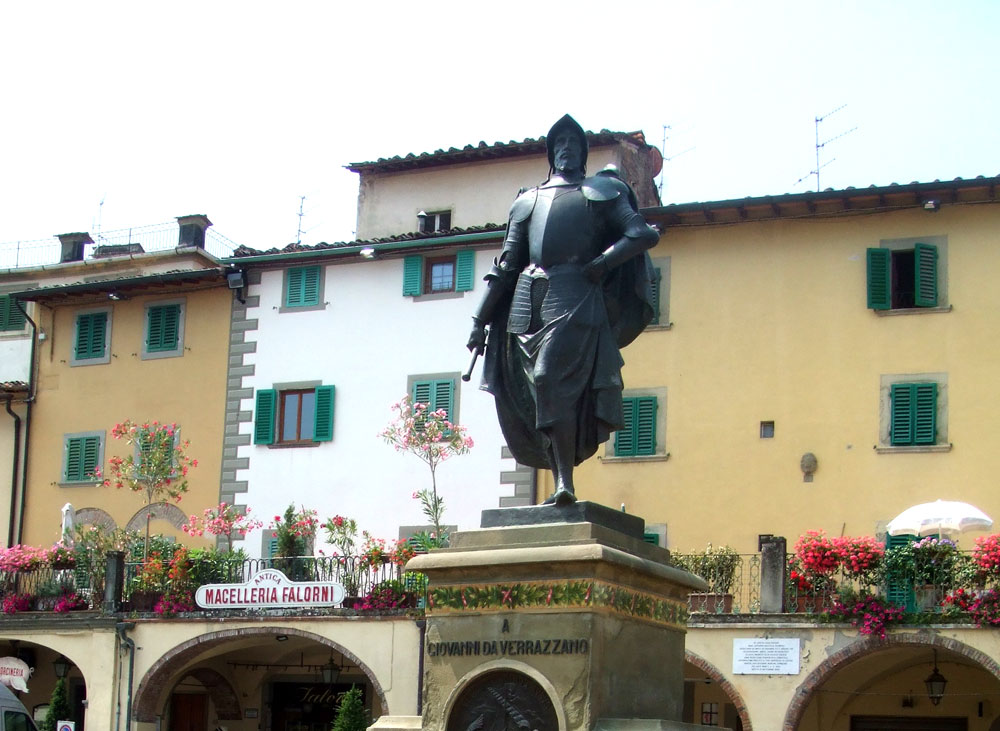
이탈리아 그레베인키안티에 있는 베라차노의 동상

## 유산
베라차노의 발견들은 가끔 다른 탐험가들의 성취들에 비교에서 잊혀졌다. 그의 뉴욕 지역 탐험은 거의 한 세기 후에 헨리 허드슨에 의하여 무색해졌다. 그리고 베라차노는 아시아로 향한 북서항로를 찾지 않았다. 그러나 그는 아직도 북아메리카 탐험에 거대한 공헌들을 이루었다. 북아메리카 대륙으로 그의 1524년 항해와 플로리다에서 뉴펀들랜드까지 해안의 탐험에 관한 그의 기사에서 베라차노는 유럽의 지도 제작자들에게 알려지지 않은 상세한 설명들을 기록하지 않았다. 그의 발견들은 그의 후에 나온 탐험가들에 의하여 이용될 지도들의 구성 및 모양을 형성하였다. 북아메리카에서 몇몇의 다리들이 탐험가의 이름을 땄다. 아마 이것들 중에 가장 잘 알려진 것은 뉴욕에서 스태튼아일랜드와 브루클린을 잇는 베라자노 내로스 교이다. 그것은 한번 세계에서 가장 긴 현수교였으며 베라차노의 성취들을 기념한다.